# Гашимов, Полад Исраил оглы
Полад Исраил оглы Гашимов (азерб. Polad İsrayıl oğlu Həşimov; 2 января 1975, Вандам — 14 июля 2020, Товузский район) — азербайджанский военный деятель, генерал-майор (2019), начальник штаба 3-го армейского корпуса Вооружённых сил Азербайджана. Национальный герой Азербайджана (2020).
Участник Первой карабахской войны и боевых действий в Нагорном Карабахе в начале апреля 2016 года. Дважды кавалер ордена «За службу Отечеству» (2014, 2016). За годы службы был также награждён 12 медалями.
Погиб 14 июля 2020 года в ходе боёв между ВС Азербайджана и ВС Армении на линии фронта на участке государственной границы между Товузским районом Азербайджана и Тавушской областью Армении. Гашимов первый и единственный генерал независимого Азербайджана, погибший непосредственно в ходе боевых действий.

## Биография

### Юность. Годы учёбы
Полад Гашимов родился в 1975 году в селе Вандам Куткашенского района (ныне — Габалинский район Азербайджана). Когда Поладу было шесть месяцев, семья переехала в Сумгаит, где Гашимов и вырос. Дед Полада Гашимова по отцу был ветераном Великой Отечественной войны. Он и дал ребёнку имя Полад. У Полада было две сестры — Арзу и Кямаля — и брат Ильхам.
Учился в средней школе № 34 города Сумгаит. В 8-м классе занял второе место на олимпиаде по математике. Занимался карате. 2 февраля 1992 года Гашимову был присвоен белый пояс по карате-до сётокан. Окончил среднюю школу в Сумгаите. В 18 лет Гашимов отправился добровольцем на фронт Первой карабахской войны.

### Военная служба
Полад Гашимов окончил Бакинское высшее объединённое командное училище ВС Азербайджана и Военную академию в Турции.
Служил близ Муровдага и в Дашкесанском районе, в зонах соприкосновения азербайджанских и армянских вооружённых сил. Был командиром батальона. По воспоминаниям сослуживца Гашимова Ильхама Тумаса, в 1996 году Гашимов был командиром подразделения в одной из воинских частей близ Муровдага. По словам Тумаса, Гашимов был заботливым офицером, иногда лично помогал солдатам, сам колол дрова, обеспечивал казарму из своей собственной офицерской зарплаты.
В 2003 году майор Гашимов указом Президента Азербайджана Гейдара Алиева за особые заслуги по защите независимости и территориальной целостности Азербайджанской Республики, за отличия в исполнении служебных обязанностей и задач, возложенных на воинскую часть, был награждён медалью «За военные заслуги».
В 2009 году, в звании подполковника, распоряжением Президента Ильхама Алиева за особые заслуги при защите независимости и территориальной целостности Азербайджанской Республики и за выдающиеся заслуги при исполнении служебных обязанностей и задач, возложенных на воинскую часть, был награждён медалью «За Отчизну». В 2014 году за особые заслуги в защите и сохранении независимости, территориальной целостности Азербайджанской Республики, отличие при выполнении служебных обязанностей и поставленных перед воинской частью заданий, заслуги в области военного образования подполковник Полад Гашимов распоряжением Президента Ильхама Алиева был награждён орденом «За службу Отечеству» III степени.
Полад Гашимов участвовал в вооружённых столкновениях в Нагорном Карабахе в апреле 2016 года («Четырёхдневная война»), находясь на передней линии фронта, был ранен в ногу. Участвовал во взятии одной из высот близ села Талыш, которая была названа в его честь, «Пост Полада». За особые заслуги при защите территориальной целостности Азербайджанской Республики и за отличие в выполнении задач, поставленных перед Вооружёнными Силами полковник Полад Гашимов распоряжением Президента Ильхама Алиева от 19 апреля 2016 года был награждён орденом «За службу Отечеству» II степени.
24 июня 2019 года распоряжением президента Азербайджана Поладу Гашимову было присвоено звание генерал-майора.

### Гибель

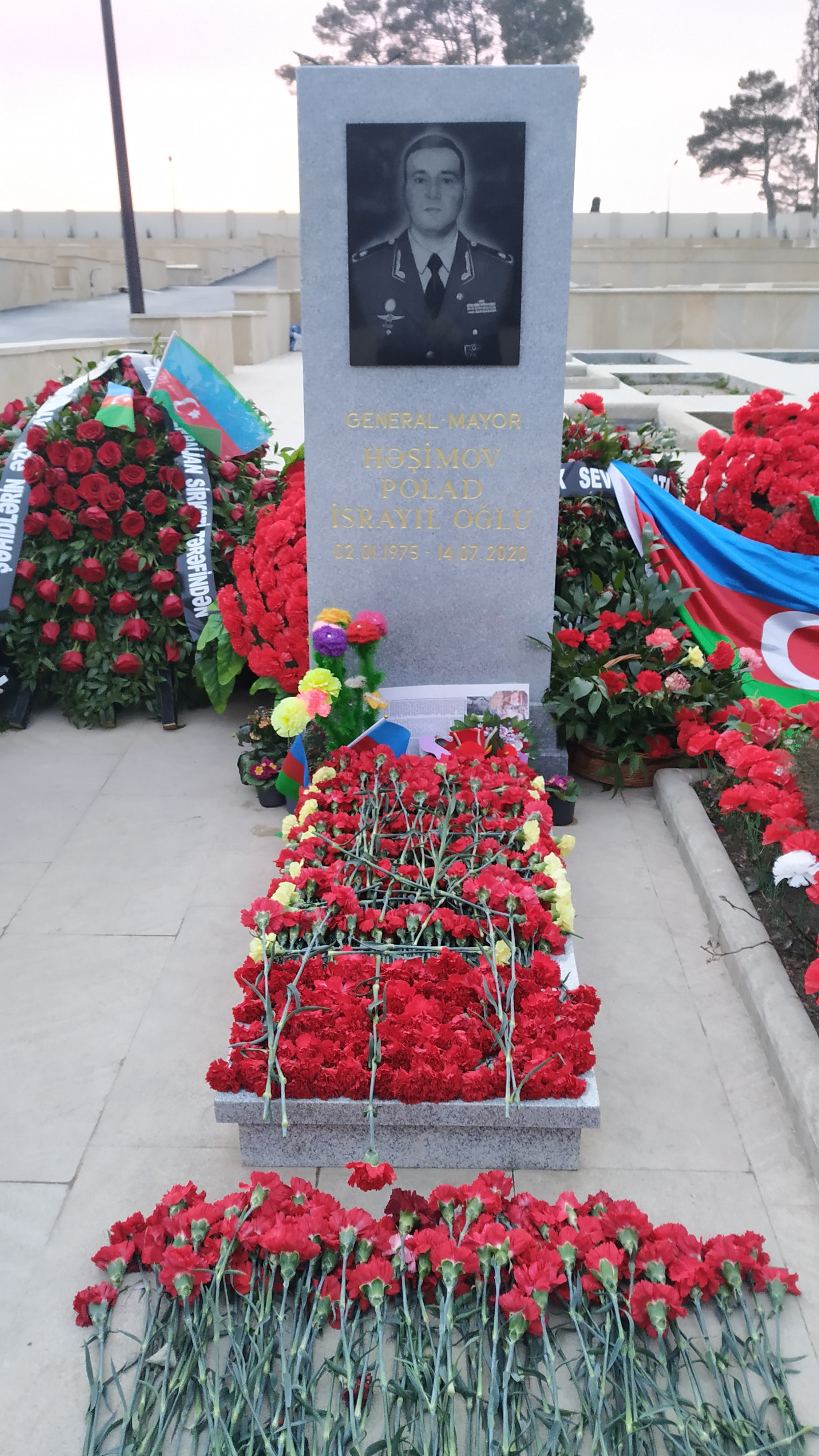
Могила Полада Гашимова на II Аллее почётного захоронения в Баку

Начальник штаба 3-го армейского корпуса генерал-майор Полад Гашимов погиб 14 июля 2020 года в ходе начавшихся 12 июля боёв на армяно-азербайджанской границе в Товузском направлении. По словам военного эксперта, полковника в отставке и бывшего командира корпуса Шаира Рамалданова, генерал Гашимов в тот день отправился на пост в этом направлении для проведения рекогносцировки, во время которой погиб в результате артиллерийского обстрела противника. В феврале 2025 года на одном из судебных заседаний по делу бывших лидеров НКР было озвучено, что Гашимов был убит в результате обстрела с позиций, расположенных на территории села Мовсес Тавушской области Армении в направлении убежища, сооружённого неподалеку от села Агдам Товузского района. Гашимов первый и единственный генерал независимого Азербайджана, погибший непосредственно в ходе боевых действий.
На момент гибели был женат, у него остались дочь и двое сыновей.
14 июля тело Гашимова было доставлено в село Вандам Габалинского района. В церемонии прощания с погибшим генералом участвовали тысячи человек. Затем тело Гашимова было отправлено в Баку. Вечером тело генерала было доставлено в Сумгаит, в дом, где проживал Гашимов. Встречать гроб с телом погибшего генерала вышло значительное число горожан, скандировавших патриотические лозунги. 15 июля тело Полада Гашимова было предано земле на II Аллее почётного захоронения в Баку. В похоронах приняли участие министр обороны генерал-полковник Закир Гасанов, начальник Генштаба генерал-полковник Наджмеддин Садыгов, заместитель министра обороны командующий ВВС генерал-лейтенант Рамиз Таиров, заместитель заведующего отделом по военным вопросам Администрации президента генерал-лейтенант Яшар Алиев, завсектором по работе с ВС Администрации президента генерал-лейтенант Эльшад Бабаев, глава ИВ Баку Эльдар Азизов, представители общественности, сослуживцы и родственники погибших. В этот же день Президент Азербайджанской Республики Ильхам Алиев провел телефонный разговор с матерью Гашимова, Самаей Гашимовой, выразил ей глубокие соболезнования, пожелал стойкости. Позже Алиев на заседание Кабинета Министров заявил, что генерал Полад Гашимов «был одним из тех, кто пользовался огромным уважением в армии. Он проявил отвагу в апрельских боях». Глава же партии «Мусават» Ариф Гаджилы предложил присвоить Гашимову звание «Национального героя Азербайджана».
9 декабря 2020 года распоряжением президента Азербайджанской Республики генерал-майору Поладу Гашимову за особые заслуги в восстановлении территориальной целостности Азербайджана и мужество, проявленное при выполнении боевых задач присвоено звание Национального героя Азербайджана (посмертно).

## Память
Имя Полада Гашимова присвоено одной из центральных улиц Габалы, а также одной из улиц города Губа.
Студент четвёртого курса Академии художеств Азербайджана Табриз Солтанлы изготовил из гипса бюст генерал-майора Полада Гашимова.
Певец и музыкант Чингиз Мустафаев посвятил песню военнослужащим Азербайджана, погибшим в ходе боевых действий на азербайджано-армянской границе в направлении Товузского района, в том числе и Гашимову. В клипе к песне показаны фотографии Гашимова и кадры с похорон генерала.
Большинству мальчиков, родившихся в Габалинском районе в течение недели после гибели Полада Гашимова, были даны имена Полад в честь погибшего генерала.
В Турции, в муниципалитете Османгази провинции Бурсы открыт парк имени Полада Гашимова а в муниципалитете Кебан провинции Элазыг его именем названа одна из улиц.
В городе Сумгаит его именем названа одна из центральных улиц.
В мае 2021 года улица Нахимова, расположенная в Хатаинском районе города Баку, была переименована в улицу Полада Гашимова. В июле того же года на этой улице состоялось открытие парка, где установлена мемориальная доска в память о Поладе Гашимове и 8 других шехидах.

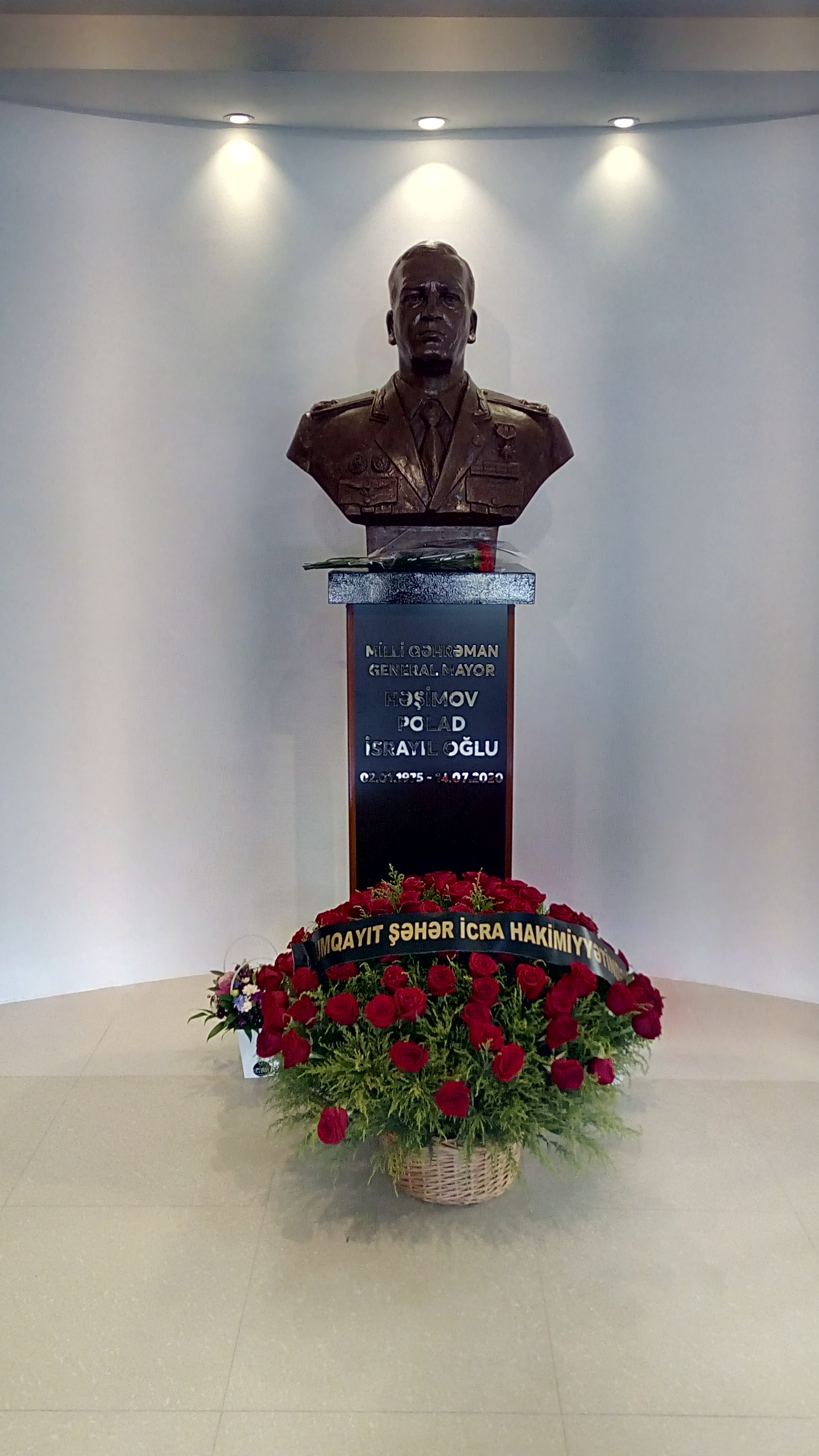
Бюст П. Гашимова в Мемориальном Музее в Сумгаите
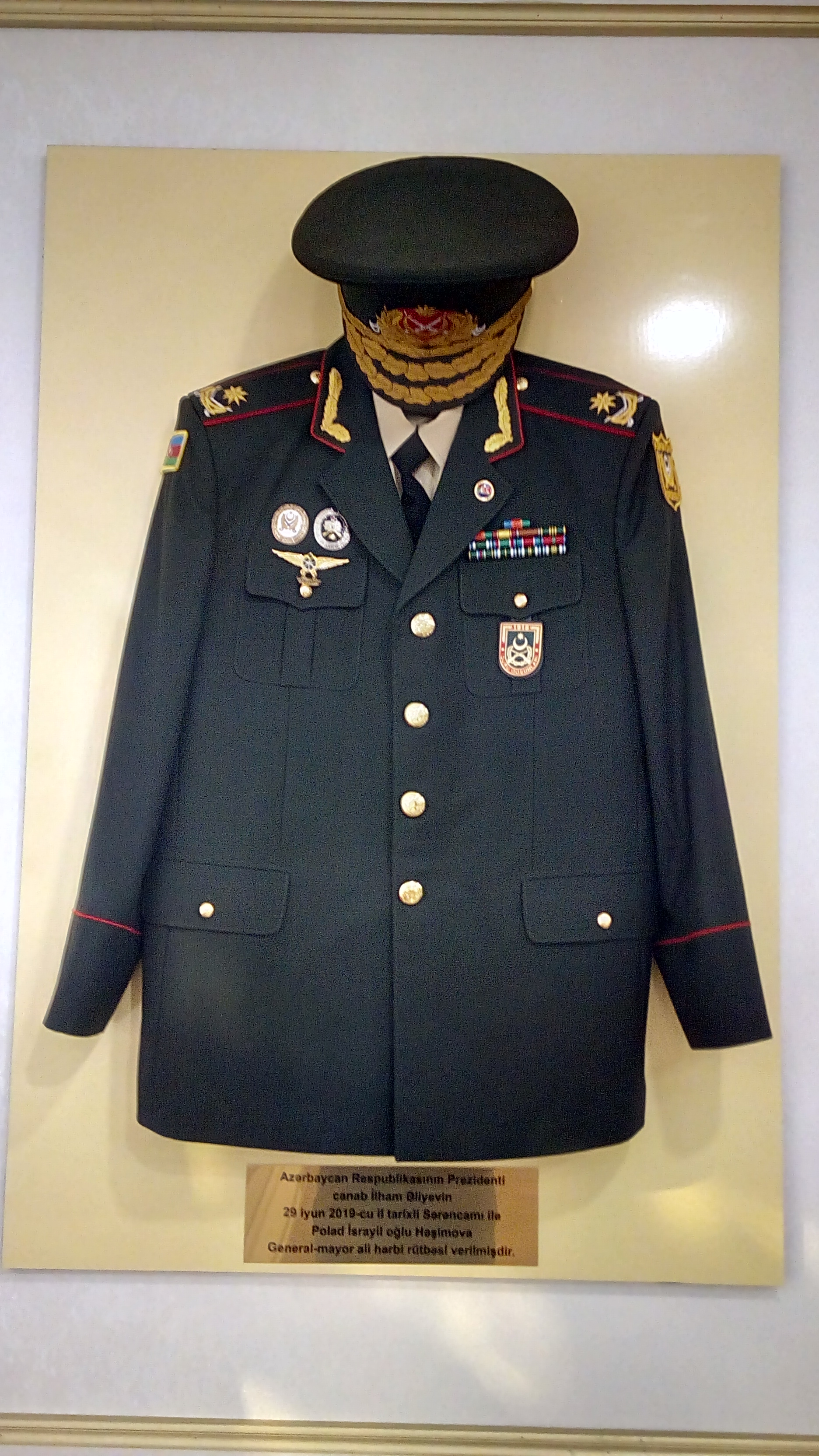
Китель П. Гашимова в Мемориальном Музее в Сумгаите